# Золотарёв, Александр Александрович
Алекса́ндр Алекса́ндрович Золотарёв (род. 13 марта 1940, Сталинград) — советский легкоатлет, специалист по тройному прыжку. Выступал за сборную СССР по лёгкой атлетике в 1960-х годах, обладатель бронзовой медали Европейских легкоатлетических игр в помещении, серебряный призёр Кубка мира, серебряный призёр Универсиады, призёр первенств всесоюзного значения, участник летних Олимпийских игр в Мехико.

## Биография
Александр Золотарёв родился 13 марта 1940 года в Сталинграде.
Занимался лёгкой атлетикой в Волгограде и в Московской области, состоял в спортивном обществе «Динамо».
Впервые заявил о себе на всесоюзном уровне в сезоне 1963 года, когда в составе команды РСФСР выиграл бронзовую медаль в эстафете 4 × 100 метров на чемпионате страны в рамках III летней Спартакиады народов СССР в Москве. Будучи студентом, представлял Советский Союз на Универсиаде в Порту-Алегри, где с результатом 15,94 стал серебряным призёром в тройном прыжке, уступив только японцу Сатоси Симо.
Рассматривался в качестве кандидата на участие в Олимпийских играх 1964 года в Токио, но на отборочных соревнованиях серьёзно травмировал ногу.
В 1965 году в тройных прыжках одержал победу в матчевой встрече со сборной США в Киеве (16,50), занял шестое место на Универсиаде в Будапеште (16,27), был вторым на Кубке Европы в Штутгарте (16,40) и на чемпионате СССР в Алма-Ате (16,14).
В 1967 году взял бронзу на Европейских легкоатлетических играх в помещении в Праге (16,40), установил свой личный рекорд в тройном прыжке на открытом стадионе — 16,92 метра.
В 1968 году получил серебро на чемпионате СССР в Ленинакане (16,37), став вторым после титулованного Виктора Санеева. Благодаря череде удачных выступлений удостоился права защищать честь страны на летних Олимпийских играх в Мехико — на предварительном квалификационном этапе тройного прыжка из-за травмы ахиллова сухожилия показал не очень высокий для себя результат 15,41 метра, чего оказалось недостаточно для выхода в финал.
Окончил Волгоградский политехнический институт, где затем работал преподавателем на кафедре сопротивления материалов.
В 2014 году в Волгограде участвовал в эстафете олимпийского огня зимних Олимпийских игр в Сочи.